# .um
.um은 미국령 군소 제도의 국가 도메인이다. 미국령 군소 제도 단체가 관리한다. 원래는 3차 도메인이나 그 이상의 도메인만 등록할 수 있었지만 2002년 4월부터 2차 도메인도 등록이 가능해졌다.
그러나 2006년 8월부터 구글 검색에서 관리 사이트와 다른 .um 도메인 사용 사이트들이 효력이 있는 것으로 나오지 않았다. 따라서 모든 .um 도메인 사용 사이트들이 현재 운영되지 않는 것으로 보인다. 미국령 군소 제도의 섬들이 대부분 무인도이기 때문에 이 도메인을 쓸 일이 적어 중지한 것으로 판단된다.
결국 2008년 4월 20일에 루트 서버에서 삭제되었다.

## 같이 보기
- .us